# Acraea eros
Acraea eros är en fjärilsart som beskrevs av Le Doux 1923. Acraea eros ingår i släktet Acraea och familjen praktfjärilar. Inga underarter finns listade i Catalogue of Life.